# Pseudodeltoida
Pseudodeltoida là một chi bướm đêm thuộc họ Erebidae.